# Pseudophegopteris aubertii
Pseudophegopteris aubertii là một loài thực vật có mạch trong họ Thelypteridaceae. Loài này được (Desv.) Holttum miêu tả khoa học đầu tiên năm 1969.